# Flavio Testi
Flavio Testi (Florencia, 4 de enero de 1923 – Milán, 14 de enero de 2014) fue un compositor y musicólogo italiano.

## Biografía
Inició sus estudios musicales en el Conservatorio de Turín, bajo la dirección de G. Gedda (composición) y L. Perracchio, estudios que simultaneó con los de filosofía y Letras. Después se trasladó a Milán y en 1951 se tituló en la Facultad de Letras. A partir de entonces, prosiguió su formación musical de manera autodidacta. De 1952 a 1954 trabajó en la editorial "Suvini Zerboni" y, de 1955 a 1956, en la Casa Ricordi, como director del departamento de reproducciones. En 1965 inició su actividad musicológica y realizó un viaje a la Unión Soviética, invitado por la unión de compositores de ese país. En esa ocasión presentó sus composiciones en conciertos en Moscú, Leningrado y Tbilisi. Sus obras más significativas fueron interpretadas en diferentes festivales, como "Maggio Musicale Fiorentino" y el "Festival de Música Contemporánea" de Venecia.
Colaboraba en numerosas radios y desde 1972 fue profesor de historia y estética musical en el Conservatorio C. Pollini de Padua. Su actividad como compositor, después de una abundante producción juvenil, pronto superada, se inició en 1953 con Crocifissione, para coro de hombres, orquesta de cuerda y metal, timbales y tres pianos, interpretada en la Scala de Milán en noviembre de 1954, bajo la dirección de Nino Sanzogno, y continuó en los siguientes años con una producción que rebela una gran tensión dramática y expresiva, que, sin duda, constituye la esencia de su poética y que se traduce, desde el punto de vista estilístico, en una adhesión ideal a la gran lección de Stravinski. Eso significa, en la práctica del lenguaje adoptado, la repetición de incisos entrecortados y vigorosos, con un estatismo armónico y melódico que tiende a subrayar los contrastes en el interior de una determinada estructura, y no pretender una evolución dialéctica de los materiales utilizados. En este sentido son muy significativas sus obres: Nueva York, Oficina y denuncia para coro y orquesta, con texto de Federico García Lorca (1964); Canto a las madres de los milicianos muertos, para coro y orquesta con texto de Pablo Neruda (1967) y la ópera L'albergo dei poveri, con libreto común, inspirado en la obra de Maksim Gorki (Milán, 1966).
La actitud dramática de Testi aparece en su música instrumental, en la que los solistas se contraponen con frecuencia a la masa orquestal. Este es el caso de la Musica da Concerto nº. 1, para violín (1957). nº. 3 para piano (1961) y nº. 4 para flauta (1962), nº. 5 para piano, viola y violonchelo (1969) y nº. 6 para viola (1970).
En la última fase de actividad creativa de Testi se fue afirmando en un progresivo descenso de su vigor dramático y emocional. Este es el caso de la Passió Domini Nostri Jesu Christi secundum Marcum para seis voces e instrumentos (1971/73), con textos de Shakespeare y Rafael Alberti, y de su última ópera Il sosia (Milán, 1981). La actividad musicológica de Testi se centró principalmente en sistematizar rigurosamente y de forma analítica el patrimonio musical italiano de la Edad Media, Renacimiento y el siglo XVII.